# Tarja Turunen
Tarja Soile Susanna Turunen Cabuli (/'tɑ.ɾiɑ...'tu.ɾu.nen/ Kitee, 17 de agosto de 1977), es una cantante finlandesa con registro vocal de soprano lírica. Fue la vocalista de la banda de metal sinfónico Nightwish entre 1996 y 2005. La combinación de riffs de guitarra con la voz dramática y «operística» de Turunen alcanzó rápidamente popularidad crítica y comercial. Su estilo de power metal y metal sinfónico, pronto bautizado como «opera metal», inspiró a muchas otras bandas e intérpretes de metal.
Turunen inició su formación musical con el piano a los 6 años de edad. Con 16 años inició sus clases de canto clásico y en 1996 fundó Nightwish junto a sus compañeros Tuomas Holopainen y Emppu Vuorinen. En 2005 fue expulsada de la banda por conflictos con sus miembros a través de una carta que fue hecha pública por los mismos. Turunen lanzó un álbum extra de Navidad, que solo fue comercializado en Europa, llamado Henkäys ikuisuudesta. En solitario lanzó cinco álbumes de estudio en los que mezcló el rock pesado, el metal sinfónico y la música clásica: My Winter Storm (2007), What Lies Beneath (2010), Colours in the Dark (2013), The Shadow Self (2016) e In the Raw (2019). Su talento y destaque en Nightwish, más su trabajo en solitario, le valieron para ser considerada una de las mejores cantantes del mundo y pionera en su género, al ser la primera cantante clásica en integrar una banda de metal.
En 2007 comenzó su carrera solista con el lanzamiento del álbum My Winter Storm, en septiembre de 2010 lanzó a la venta su tercer álbum de estudio solista, llamado What Lies Beneath, marcando su debut como productora del mismo, labor que continúa desempeñando en todos sus álbumes del género rock. En abril de 2012 su primer DVD Act I fue filmado durante esta gira el 30 y 31 de marzo de 2012 en Rosario, Argentina. En agosto de 2013 se publicó su cuarto álbum de estudio solista, titulado Colours in the Dark.
En septiembre de 2015, Turunen pública su primer álbum de estudio de música clásica, Ave Maria – En Plein Air. En 2016 sacá a la venta los álbumes The Brightest Void y The Shadow Self, para seguir promocionando el álbum Tarja comenzó el «The Shadow Shows World Tour» con esta gira la cantante regresó a dar conciertos en los Estados Unidos después de 12 años de ausencia en ese país. El 17 de noviembre de 2017 publicó su segundo álbum navideño, From Spirits and Ghosts, en el que da un oscuro giro orquestal a varias canciones navideñas clásicas. En 2018, publicó la continuación de su primer álbum en directo, Act II, grabado durante la gira mundial de The Shadow Self. Su octavo álbum de estudio y su quinto álbum de metal, In the Raw, se publicó el 30 de agosto de 2019. El tercer álbum navideño de Turunen y la continuación de From Spirits and Ghosts, titulado Dark Christmas, se publicó el 10 de noviembre de 2023.

## Vida y Carrera

### 1977- 1995: Primeros Años

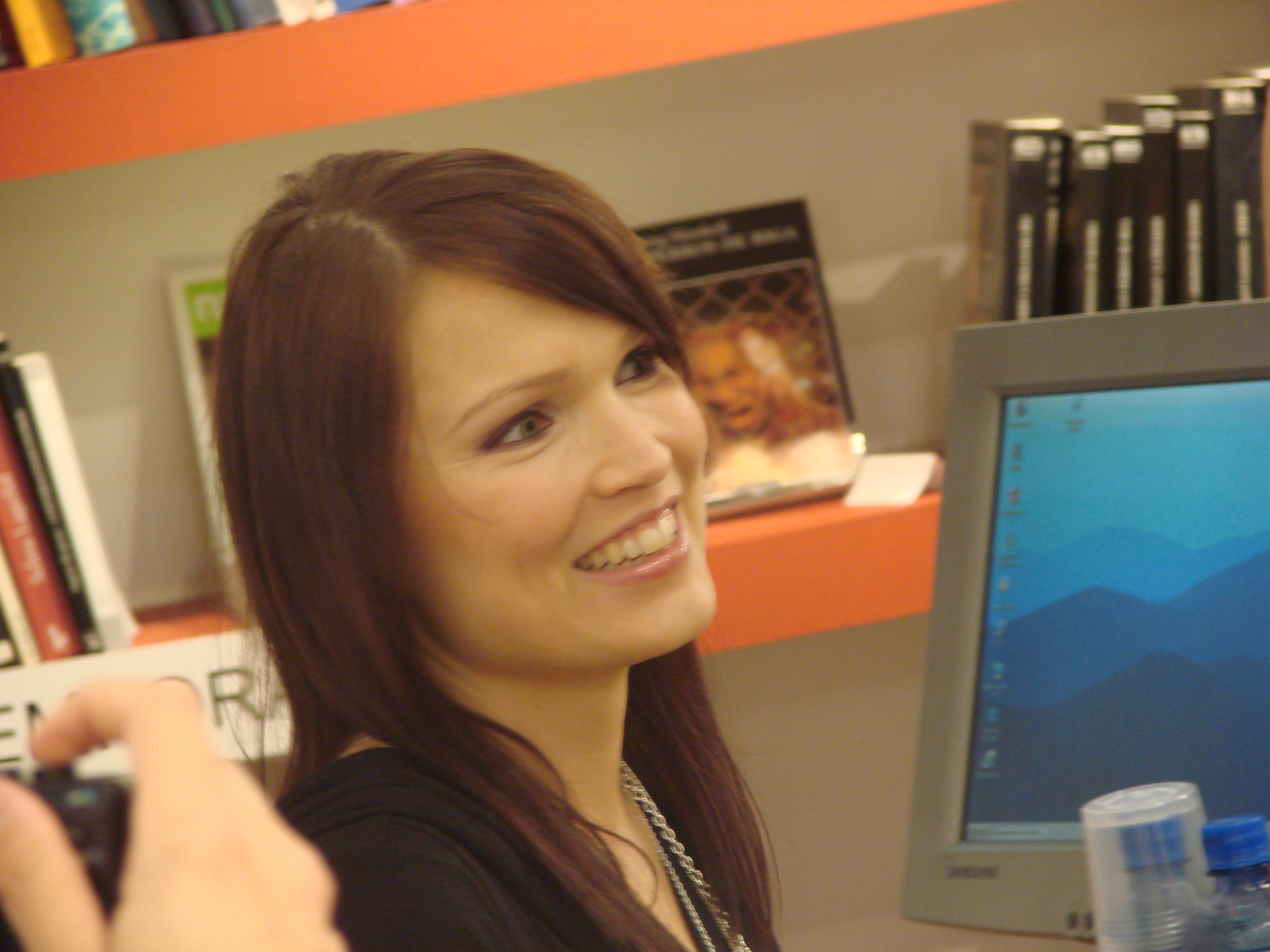
Tarja en la Feria Internacional del Libro de Buenos Aires, Argentina, el 3 de mayo de 2007.

Tarja nació en el pequeño pueblo de Puhos en Kitee, tiene un hermano mayor y un hermano menor. Desde su niñez siempre tuvo interés por la música. Su madre fue la primera en darse cuenta de esto, cuando en una celebración de la familia, la niña de tan solo tres años mostró su discurso a una audiencia por primera vez con la canción «Viimeinen slaisuus»
(Sky Angel). Su madre decidió ponerla en el coro de la parroquia a la que asistía, donde podía practicar con regularidad, y tener clases adicionales en un grupo de niños.
A los seis años comenzó a tomar clases privadas de piano. A pesar de que vivían a 32 kilómetros de la escuela, contó con el apoyo de sus padres, quienes insistieron en que su hija no faltara a las clases. En la escuela primaria, Tarja era invitada a cantar por lo general en grupos escolares pequeños. En aquel momento, la cantante llegó a sufrir el acoso de las niñas en su escuela, por el hecho de siempre obtener una alta puntuación en los exámenes y por ser una de las alumnas favoritas de los profesores.
A los dieciocho años se mudó nuevamente, esta vez a la ciudad de Kuopio, donde se unió a la Academia Sibelius de las Artes. Allí pudo desarrollar sus habilidades musicales, perfeccionándose en música de cámara.

### 1996-2005: Nightwish

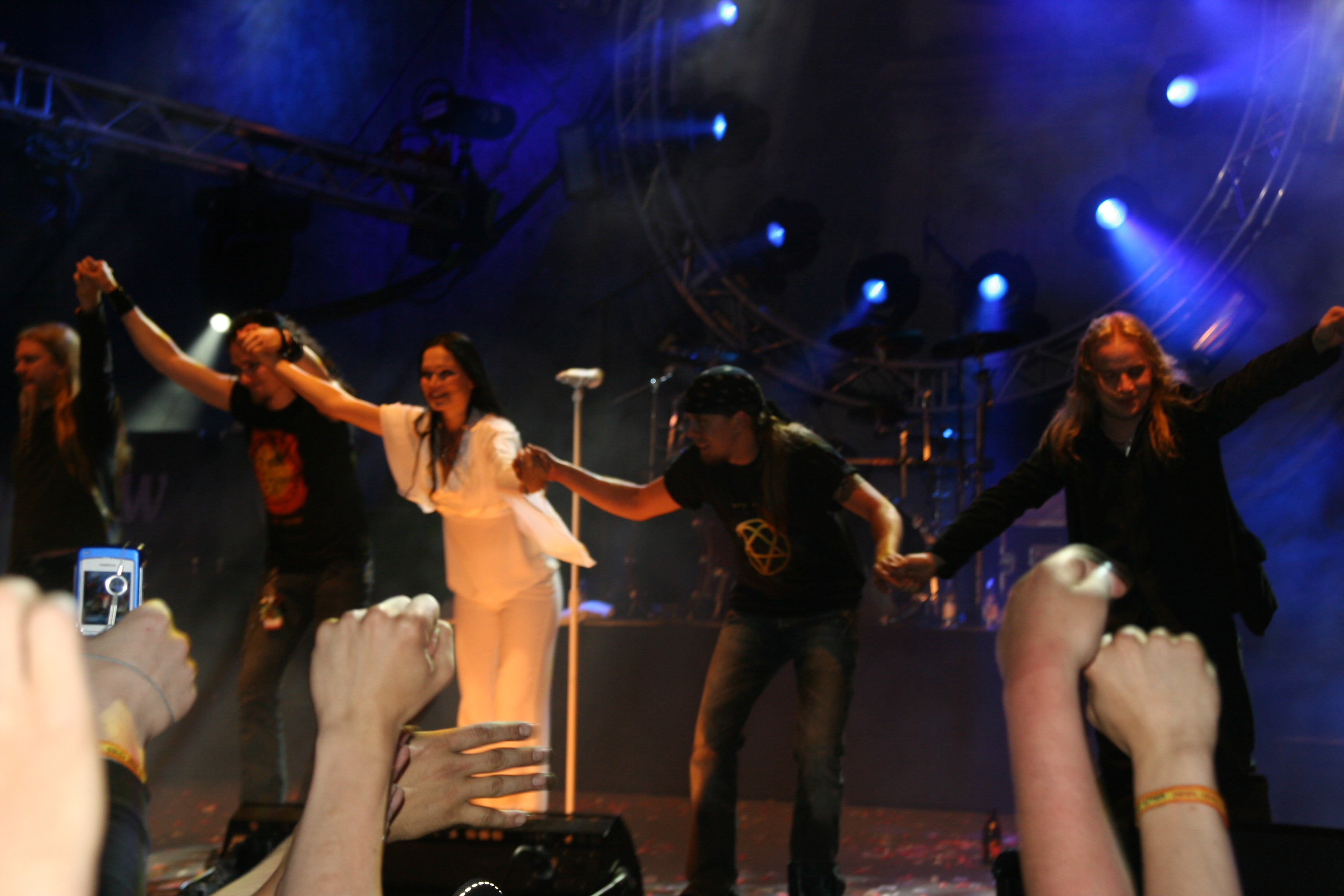
Turunen con Nightwish en el Himos Festival en Jämsä, Finlandia, el 25 de junio de 2005.

Tarja empezó a estudiar música a la edad de 6 años, tocaba el piano, y a los 15 años con su maestro particular. Con 18 años, inició sus estudios superiores musicales de canto clásico en la Academia Sibelius, en la ciudad de Kuopio, en Finlandia, concentrándose en este tipo de arte. Allí tuvo como compañero a Tuomas Holopainen, quien la invitó a cantar en el proyecto que estaba elaborando por entonces. Bajo el nombre Nightwish presentaron un demo a la compañía finesa Spinefarm y grabaron el primer disco titulado Angels Fall First, el cual produjo un impacto inusitado en la escena metalera mundial. Este impacto se magnificó con la edición del segundo álbum, Oceanborn en 1998, estableciendo a Nightwish como una de las bandas más importantes del género power metal, con cantante femenina junto con The Gathering y Theatre of Tragedy y una influencia decisiva en exitosas bandas posteriores como Epica y Xandria. Durante ese tiempo, Tarja formó parte del coro del Savonlinna Opera Festival, interpretando temas de Richard Wagner y Giuseppe Verdi. A comienzos del año 2000, Nightwish participó en la clasificación finesa del Festival de Eurovisión, obteniendo el segundo lugar con el tema "Sleepwalker".
Junto a Nightwish siguió trabajando en la elaboración del disco Wishmaster. Gracias a este disco, la banda se reposicionó con gran éxito en el mercado discográfico e inició giras por Europa y América. Gracias a ello sus miembros grabaron From Wishes to Eternity, presentación en vivo del grupo en un club de Pakkahuone, en Tampere, Finlandia. Durante esos tiempos, concedieron una beca a Tarja para realizar estudios de canto lírico en Alemania, por lo que se dudó de su continuidad en el grupo.

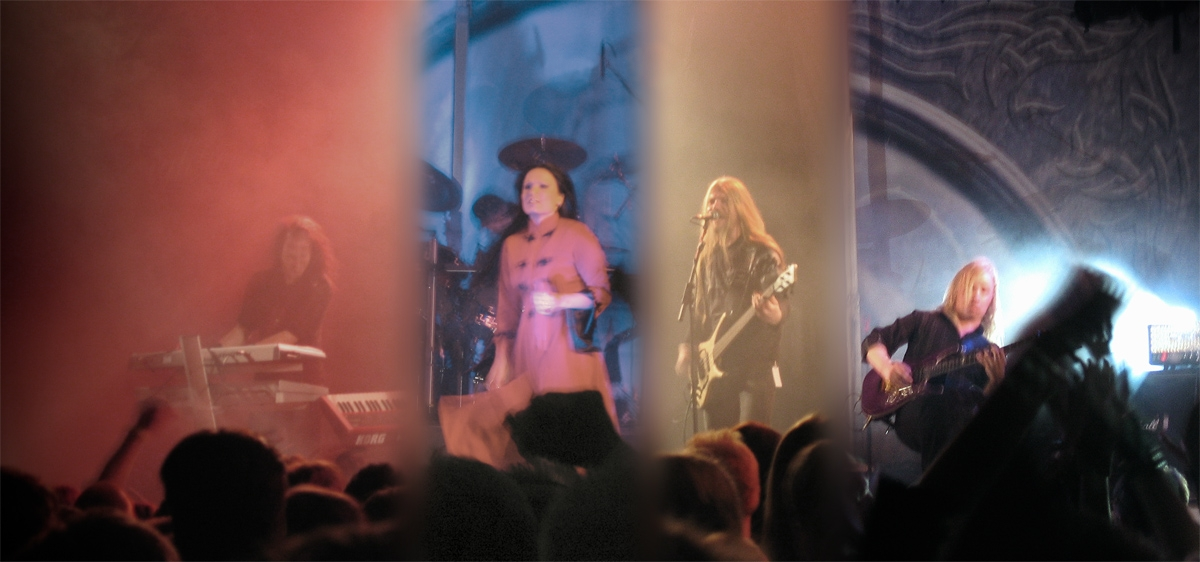
Turunen con Nightwish en Kitee, Finlandia, el 22 de mayo de 2004.

A pesar de ello, en la primavera de 2002 Nightwish lanzó su siguiente material discográfico, titulado Century Child, el cual logró vender unas 250 000 copias alrededor del mundo. Tras ello, embarcarón en el «World Tour of the Century», que llevaría a la banda de gira por diez países y la presentaría frente a unas 150 000 personas.
El último disco que grabó con Nightwish se llama Once, que alcanzó un gran éxito comercial y embarcó al grupo en la gira mundial más grande realizada por una banda de Finlandia. Tarja se destacó por su interpretación del sencillo «Nemo», y por su trabajo vocal con Marko Hietala en «Wish I Had an Angel» y «Romanticide», entre otros. El disco muestra un poco el estilo que seguirían tanto Tarja como Nightwish en sus futuras carreras, mezclando metal con música atmosférica. Además, se puede apreciar una renovada presentación estética debido a la comercialización obtenida gracias a la firma con Nuclear Blast, lo que hizo de Once el disco de Nightwish más vendido hasta ese momento.
Durante 2005, tras los lanzamientos de los sencillos «The Siren» y «Sleeping Sun» (reedición del tema Oceanborn) y un día después del último concierto de la gira Once Upon a Tour 2004-2005, presentada en el Hartwall Areena de Finlandia, Tuomas decide expulsar a Tarja de Nightwish mediante una carta abierta escrita en la que el grupo comenta dicha actitudes de diva y codicia. Tras la publicación del DVD End of an Era la banda, así como también Tarja, dieron por cerrada esta etapa de su carrera y sus excompañeros se dedicaron a buscar una nueva vocalista.

### 2005-2009: Comienzo de su carrera solistaHenkäys ikuisuudesta,My Winter Storm

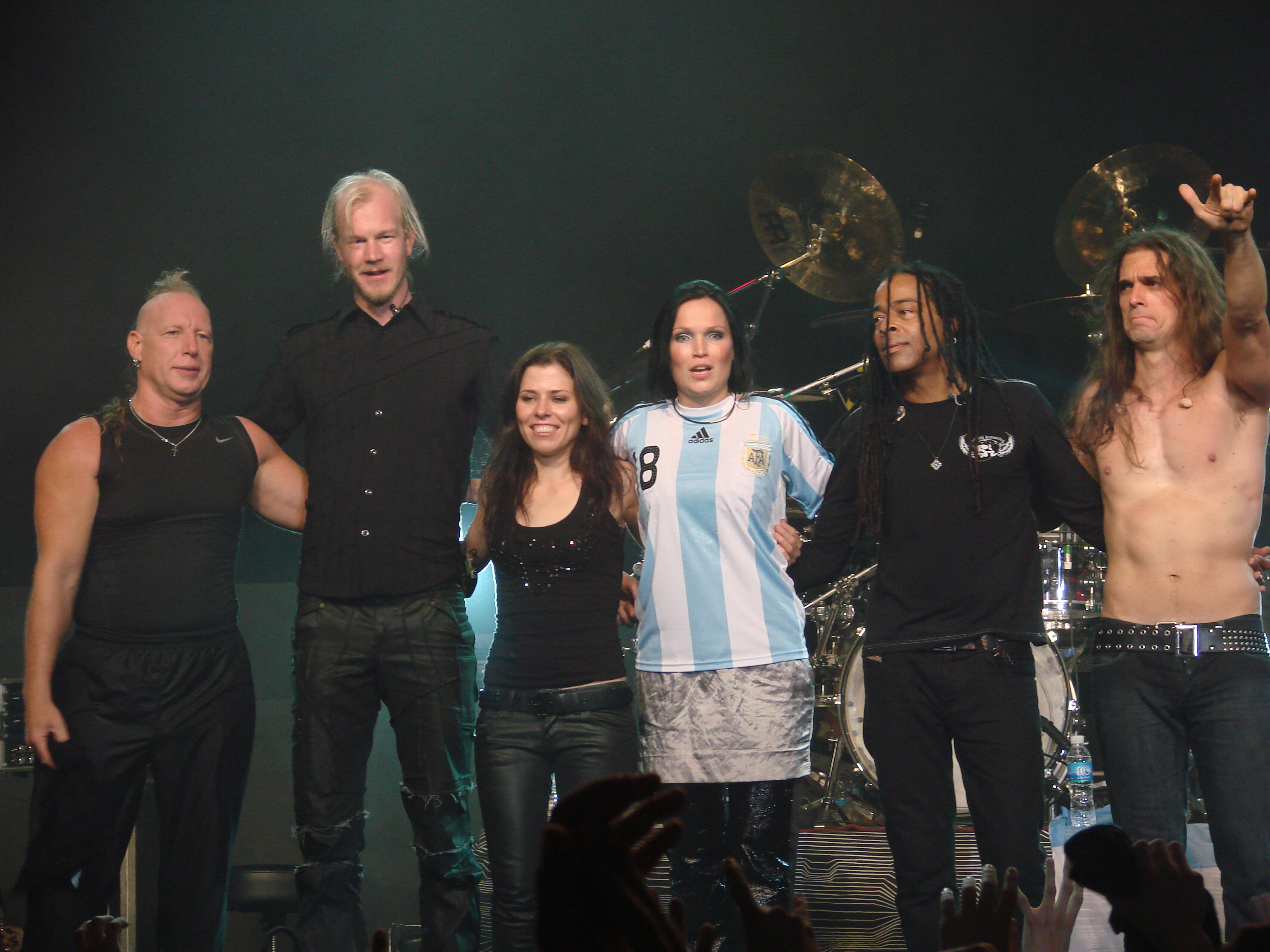
Turunen con su banda en Buenos Aires, Argentina, el 6 de septiembre de 2008.

Tarja desde el 2008 vivió en Buenos Aires, Argentina, y desde allí ha comenzado su carrera como solista, con el sencillo «One Angel's Dream» (cuando todavía era parte de Nightwish) explorando el metal y la música clásica. En diciembre de 2005, Tarja ofreció conciertos navideños en Finlandia, Alemania, España y Rumanía y participó en el Savonlinna Opera Festival.
Tarja finalizó en el mes de octubre de 2006 la grabación de un álbum navideño, Henkäys ikuisuudesta (Aliento del cielo). El lanzamiento fue el 8 de noviembre de 2006, en tanto que el primer sencillo de este disco, «You Would Have Loved This» fue lanzado el 25 de octubre de ese mismo año. En este disco se aprecian clásicos navideños en finés como «Jouluyö, Juhlayö» o «Marian Poika», y covers de ABBA («Happy New Year») y John Lennon («Happy Xmas (War Is Over)»), la interpretación del Ave María de Franz Schubert en alemán, y una nueva versión de Nightwish «Walking in the Air». Este álbum navideño consiguió ser disco de platino, con más de 50 000 copias vendidas en Finlandia.
El 14 de noviembre de 2007 su nuevo álbum solista My Winter Storm fue publicado, y se posicionó en el puesto tres en las listas de ventas en Finlandia obteniendo buena recepción de la crítica. My Winter Storm logró obtener un disco platino en Finlandia, doble platino en Rusia y disco de oro en Alemania, En noviembre y diciembre de 2007 realizó la primera gira promocional del disco, llamada Warm Up Concerts 2007, en algunas de las ciudades europeas, presentándose con éxito en Berlín, Budapest, Moscú, París, Ámsterdam, Colonia, Atenas, Zúrich y Londres. Durante esta gira promocional, Tarja cantó temas de su disco en solitario y algunos temas antiguos de Nightwish como «Passion and the Opera», «Nemo», «The Phantom of the Opera» y «Wishmaster». De principios de mayo hasta principios de junio de 2008, realizó la segunda etapa en Europa, el Storm in Europe 2008.
La cantante termina el año como invitado especial en el concierto que celebra la carrera de veinticinco años de Doro en Alemania, interpretando las canciones «The Seer» y «Walking with the Angels», de su último álbum Fear No Evil.

### 2010–2014:What Lies Beneath,Colours in the Dark
En febrero de 2009, Tarja anunció en su página web el título de su nuevo álbum, What Lies Beneath, donde ha trabajado desde entonces, siempre manteniendo al público actualizado sobre el proceso de producción a través de un blog que creó específicamente para ello. El 19 de julio de 2010 es lanzado «Falling Awake» como primer sencillo, exclusivamente limitado a 1000 copias. «The Good Die Young» también tiene una versión diferente a la del álbum de Scorpions, Sting in the Tail, ya que la voz de Tarja suena más prominente. El 12 de junio realizó un concierto llamado «Classic and Divine», en el Miskolc Ice Hall, Hungría. Se trató de un concierto especial con orquesta y un coro en directo. Interpretaron canciones de su álbum debut My Winter Storm, canciones clásicas, algunos covers y canciones de What Lies Beneath, como «In for a Kill», «The Archive of Lost Dreams», «Rivers of Lust» y «Crimson Deep».
El 6 de agosto se estrenó el videoclip oficial de «I Feel Immortal» filmado en Islandia y que fue descrito por Tarja como el video más hermoso que ha hecho en su carrera. El álbum What Lies Beneath salió a la venta el 1 de septiembre de 2010. En octubre del 2010 comenzó el What Lies Beneath World Tour (el cual duró hasta abril de 2012) en Polonia, y pasando por países como Ucrania, República Checa, Francia, Inglaterra, Suiza, Finlandia, Luxemburgo, Eslovaquia, Austria e Italia, y retornando en Latinoamérica en marzo del 2011, iniciando en México, Colombia, Brasil, Perú, Bolivia, Chile, Argentina y Uruguay, presentándose por primera vez en países como Perú, Bolivia y Uruguay y presentándose en un Luna Park en Buenos Aires, Argentina, el cual fue incluido como extra en el Mediabook del DVD Act I publicado un año después, en esta gira presentó un homenaje a Gustavo Cerati interpretando el tema «Signos», de Soda Stereo. En noviembre del 2010, Tarja fue telonera en la gira de Alice Cooper en Alemania.

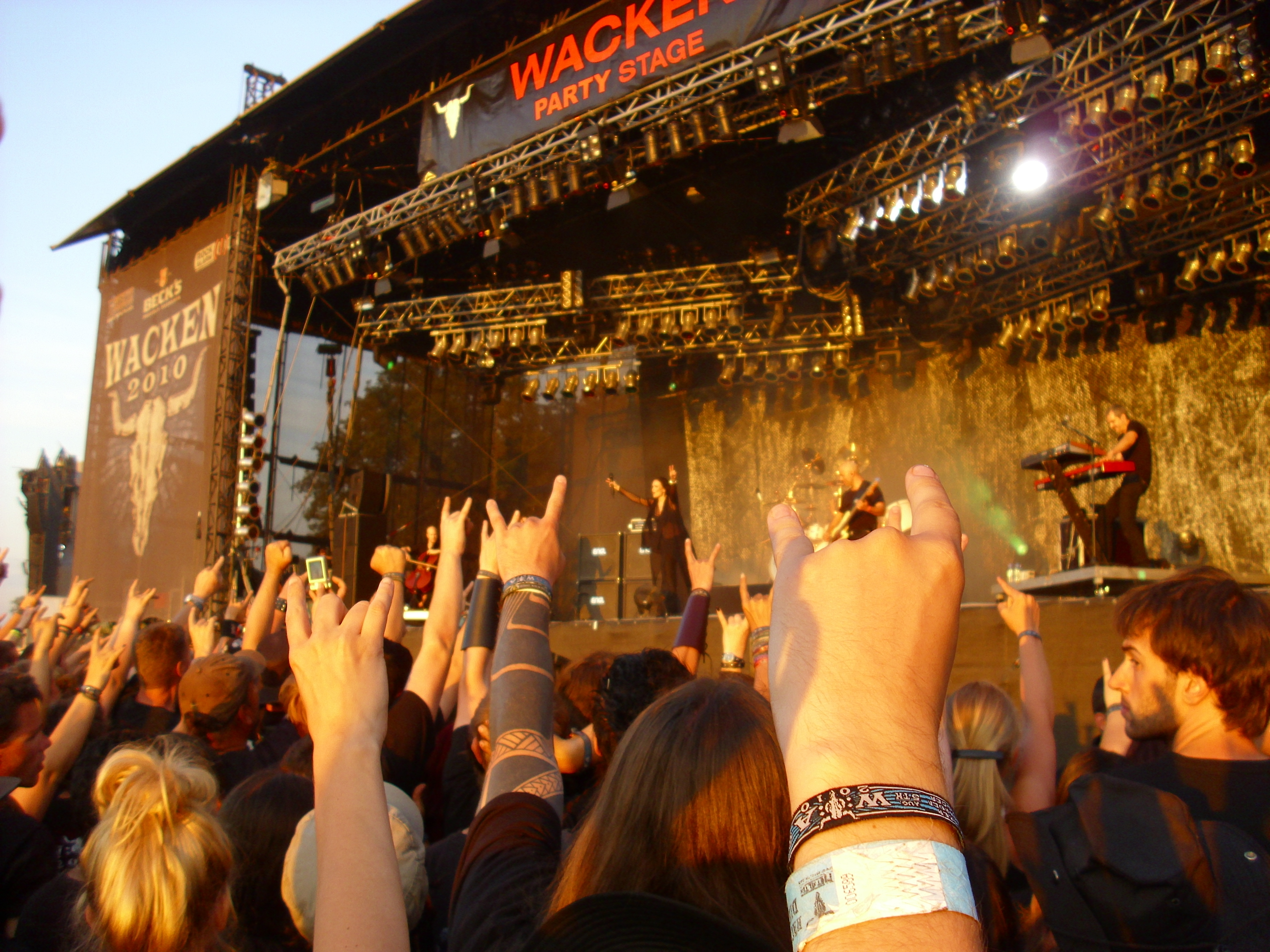
Turunen en el Wacken Open Air, el 6 de agosto de 2010.

El 24 de abril de 2011, Tarja se presentó en el programa Idols, junto con Jyrki de The 69 Eyes interpretando «Underneath», tema de What Lies Beneath. En el verano de 2011, Tarja participó en varios festivales, entre ellos el Rock in Río junto con Angra, Rock On Volva 2011, Sonisphere 2011, Savonlinna Festival junto con el Tenor argentino José Cura y Summer Breeze 2011, donde recibió un disco de oro en Alemania por las ventas de su álbum debut My Winter Storm.
Tarja colaboró en el último álbum en estudio de la legendaria agrupación alemana Scorpions, titulado Sting in the Tail, que fue publicado el 13 de marzo de 2011, siendo a su vez el último de la larga y exitosa carrera musical de este grupo. Esta noticia fue confirmada por el guitarrista Rudolf Schenker en una entrevista realizada por The Gauntlet. La canción en la que se escucha a Tarja con su melodiosa voz se llama «The Good Die Young». Tarja anunció el nombre de su proyecto de música clásica Tarja Turunen & Harus. El grupo está formado por Kalevi Kiviniemi (órgano), Marzi Nyman (guitarra), Markku Krohn (percusión) y Tarja Turunen en la voz, lanzaron su primer disco entre noviembre y diciembre de 2011. El 26 de noviembre de 2011, Tarja presentó una canción llamada «Outlanders» en honor a Paulo Coelho. Outlanders también es el nombre de un proyecto de Tarja Turunen con el productor alemán Torsten Stenzel.El 3 de abril de 2012 Tarja anunció un proyecto llamado Beauty and the Beat, el cual consiste en orquesta, coro, su baterista Mike Terrana y ella como voz principal. Se ha anunciado una gira mundial en el 2013, confirmando fechas en países como República Checa, Rusia, México, entre otros. Los conciertos dados en República Checa el 4, 5 y 6 de abril de 2013 fueron grabados para DVD con el mismo título homónimo se publicó el 30 de mayo de 2014 a través de earMUSIC.
El 30 de marzo de 2012 se consagró ganadora en la categoría «Mejor interpretación europea femenina», ganando con amplia ventaja sobre sus adversarios. Tarja grabó su primer DVD en vivo como solista en la ciudad de Rosario, Argentina interpretando temas de sus álbumes My Winter Storm y What Lies Beneath, el DVD también cuenta con cuatro covers: «Nemo», «Over the Hills and Far Away», «Where Were You Last Night/Heaven Is a Place on Earth/Livin' on a Prayer» y de «Still of the Night» de Whitesnake los conciertos fueron filmados los días 30 y 31 de marzo de 2012. En julio de 2012 se presentó la canción «Into the Sun» como sencillo y adelanto de Act 1.
En octubre de 2012, Turunen reafirma que es totalmente imposible el que ella regrese a cantar para Nightwish y que sólo volvería a ésta si todos los miembros y equipo administrativo de la banda se fueran, esto cuando se le preguntó acerca de la salida de su sucesora Anette Olzon, cosa que no pareció sorprender a Tarja, agregó conocer personalmente a la actual vocalista de la banda Floor Jansen. El 31 de mayo de 2013, se publicó el vídeo lírico del tema «Never Enough», que también fue presentado en su DVD Act I : Live in Rosario con una versión diferente, además el tema viene incluido en el cuarto álbum solista de Tarja llamado Colours in the Dark el cual salió a la luz el 23 de agosto de 2013, para promocionar al álbum, Tarja comenzó en octubre de 2013 una gira mundial llamada Colours in the Road Tour que se extendió desde 2013 hasta noviembre de 2015. En septiembre de ese mismo año se reveló que Tarja aparecería como vocalista invitada en la canción y en el vídeo titulada «Paradise (What About Us)». En noviembre de 2015, en un recital en Argentina donde finalizó su gira mundial, interpretó una versión del tema «Ji ji ji».

### 2015–2018:Ave Maria,The Shadow Self,From Spirits and Ghosts
Tarja participó en la banda sonora de la película Corazón Muerto ganadora en la categoría mejor película en el Cinema Monster Film Festival. Además coescribió el tema principal de la misma titulado «An Empty Dream». Debido a diferencias artísticas con el baterista Mike Terrana se anunció la separación de ambos y finalización del proyecto Beauty and the Beat. Sin embargo Tarja confinuará la serie de conciertos programados en Rusia bajo el nombre de Tarja the Orchestral Tour. En septiembre de 2015 público su primer álbum de música clásica Ave Maria – En Plein Air.
En marzo de 2016 Tarja anunció The Shadow Self, un nuevo álbum previsto para ser lanzado el 5 de agosto de ese mismo año. Publicó un snippet de 60 segundos de «No Bitter End», el primer sencillo del disco. Semanas más tarde, el 7 de abril de 2016, sorprendió a sus fanes con el anuncio de The Brightest Void, un álbum que servirá de precuela para The Shadow Self. El título incluirá 8 nuevas canciones y un remix de la conocida «Paradise (What About Us?)» en colaboración con Within Temptation el cual se lanzó el 3 de junio de 2016.
El 17 de noviembre de 2017, Tarja lanzó From Spirits and Ghosts (Score for a Dark Christmas), su segundo álbum clásico y navideño. Con el lanzamiento del álbum llega también la primera novela gráfica de Tarja Turunen, From Spirits and Ghosts (Novel for a Dark Christmas). La novela de 40 páginas trata sobre el mundo de la Navidad oscura con guiones de Peter Rogers y arte de Conor Boyle.
El 27 de julio de 2018, Tarja lanzó Act II, un álbum y DVD en directo grabado durante el concierto del 29 de noviembre de 2016, en el Teatro della Luna de Milán, durante la gira mundial The Shadow Shows.

### 2019-2023:In the RawyLiving The Dream
En mayo de 2019 Turunen lanza el tema "Dead Promises", el cual sería el primer sencillo de su siguiente placa de estudio titulada In the Raw, posteriormente lanzó su segundo sencillo "Railroads" el cual incluye la participación de varios seguidores de la cantante de todo el mundo, quienes son integrantes de su club de fanes internacional.
El 30 de agosto de 2019, Tarja lanza su quinto álbum de metal de estudio titulado In the Raw el cual contiene 10 canciones y la colaboración de vocalistas reconocidos en la escena metalera como Cristina Scabbia de Lacuna Coil, Tommy Karevik de Kamelot y Björn "Speed" Strid de Soilwork.
En junio de 2021, Tarja anunció la publicación de un libro titulado Singing in My Blood, en el cual a través de fotografías cuenta su vida como cantante a lo largo de más de 20 años de carrera.
En octubre de 2022, en celebración de 15 años de carrera como solista, Tarja anunció la publicación de su primer álbum recopilatorio titulado Best of: Living the Dream. El cual está disponible desde el 2 de diciembre de 2022 y tendrá canciones de todos sus álbumes de estudio desde My Winter Storm (2007) hasta In the Raw (2019), así como temas de su faceta como cantante de música clásica y un concierto en vivo que fue filmado en Rumania en febrero del 2020. a su vez, publicó el sencillo «Eye of the Storm», en el cual mezcla elementos del tango con metal, argumentando que dicha mezcla de géneros tuvo inspiración en Argentina y Finlandia. La gira de Living The Dream inició en 2023 y se extenderá hasta 2026.

### 2023-presente: Álbumes en vivo,Dark Christmasy nuevo álbum de estudio

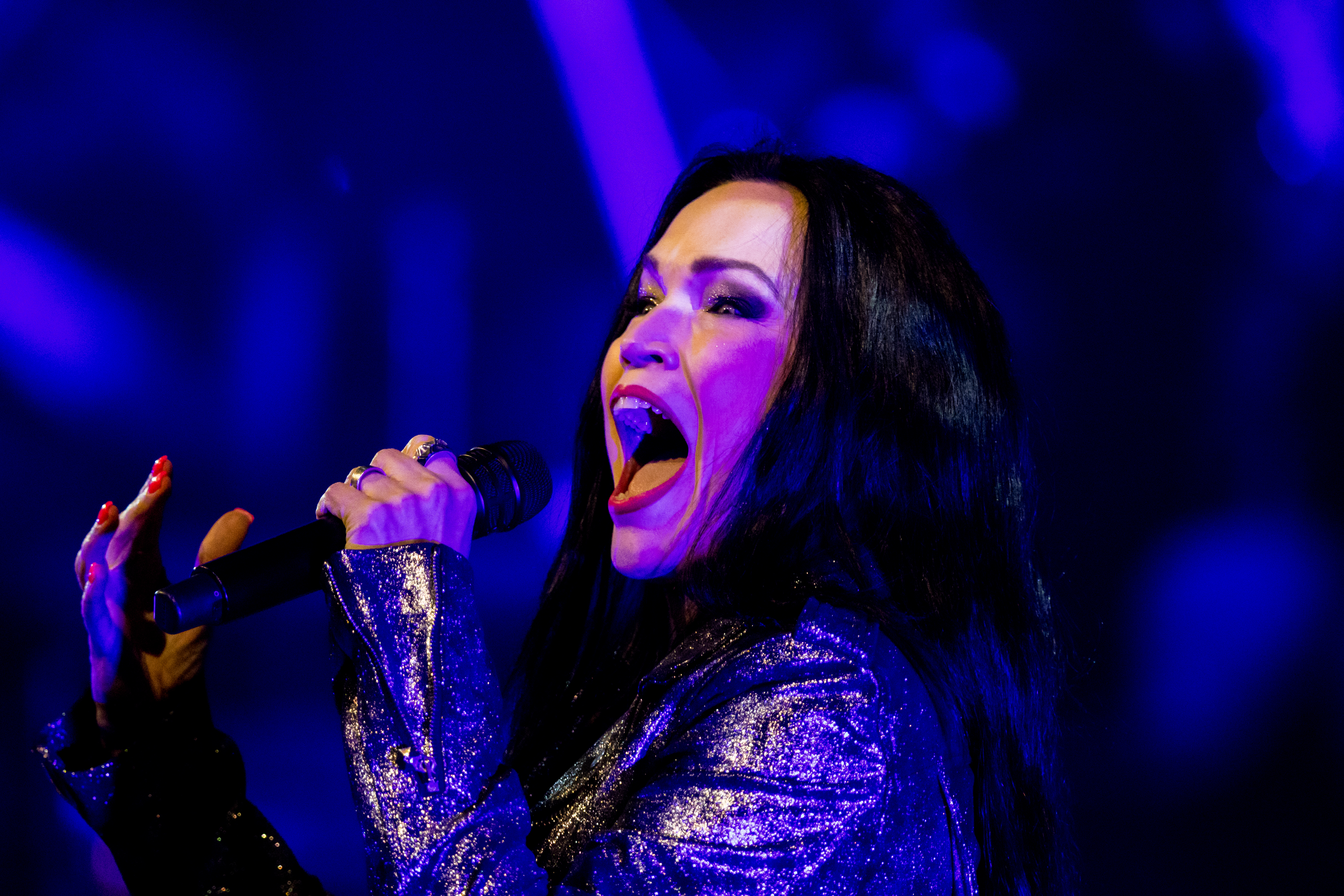
Turunen en el festival Rock Meets Classic, 2024 durante el
Living the Dream Tour

El 14 de junio de 2023, Tarja anunció su próximo álbum en directo, Rocking Heels: Live at Metal Church. El nuevo álbum en directo fue lanzado el 11 de agosto de 2023 por earMUSIC y es el primer lanzamiento de la serie en directo «Rocking Heels». El álbum contiene grabaciones en directo de su actuación privada que inauguró el Wacken Open Air en 2016. El álbum en directo contiene múltiples versiones de metal, como «Numb» de Linkin Park y «The Unforgiven» de Metallica, así como música original de la propia Tarja y una versión de Nightwish. El primer sencillo «Numb» fue lanzado el 14 de junio de 2023, y el segundo sencillo «Alias» fue lanzado el 30 de junio de 2023. El tercer sencillo, «The Unforgiven», se publicó el 28 de julio de 2023. Rocking Heels: Live At Hellfest, la secuela de este álbum en directo, fue publicado el 6 de diciembre de 2024.
Su noveno álbum de estudio y tercero navideño, Dark Christmas, fue anunciado el 31 de octubre de 2023, y publicado el 10 de noviembre de 2023. El álbum fue presentado por Dolby Atmos en varios cines alrededor del mundo, y contó con videoclips para cada canción. «Frosty The Snowman» fue el primer sencillo.
El 14 de marzo de 2024, Tarja aparece en la canción «Left on Mars», una colaboración con su antiguo compañero de banda en Nightwish Marko Hietala, con quien ya había realizado una gira en 2024.
El 28 de febrero de 2025 anunció un nuevo álbum en vivo, Circus Life, grabado en Bucharest, Rumania en 2020, y lanzando la grabación en vivo de «Shadow Play» como primer sencillo. Circus Life fue publicado por earMUSIC el 16 de mayo de 2025. Alcanzó el puesto número 1 en la UK Indie Chart y la UK Music Video Chart (donde aún se mantiene en el top 25). Una semana después, la banda argentina de metal bizarro Asspera lanzó un medley de «Aserejé» (Las Ketchup) y «Pedro» (Raffaella Carrà) con la participación de Tarja bajo su pseudónimo Susanna Asspera. Turunen actualmente está preparando su décimo álbum de estudio.

## Descripción musical

### Evolución
Tras visitar la escuela de música en Savonlinna, Turunen comenzó formalmente su entrenamiento vocal clásico a los 17 años. Después de la escuela, comenzó a estudiar música (con una especialización en música de iglesia) en la Sibelius Academy. Debido a su compromiso con Nightwish, tuvo que interrumpir sus estudios académicos.
De 2001 a 2003 estudió en la academia de música Hochschule für Musik Karlsruhe, donde se preparó como solista con la especialización adicional en Lied. Turunen originalmente apuntaba a entrenarse como corista, pero en la audición atrajo la atención del profesor Mitsuko Shirai, quien la animó a solicitar el entrenamiento como solista.
En entrevistas explicó que al ser una cantante clásica, en el comienzo de Nightwish se le hacía difícil a ella combinar su estilo de voz con la música pesada de la banda de tal manera que le diera libertad de acción sin dañar sus cuerdas vocales, al final su entrenamiento clásico le permitió juguetear con su voz y a aprender a controlarse y educarse musicalmente, por lo que decidió no tomar un entrenamiento extra en canto de rock/pop. El estilo diferente de Nightwish inmediatamente agradó al público y críticas y ganó erróneamente el nombre de "Metal Ópera", ya que de acuerdo con Turunen, ella no canta ópera, aunque sí ha cantado fragmentos de óperas en el Festival de Ópera de Savonlinna, ha subrayado que la ópera no puede ser interpretada como un proyecto paralelo, necesitaría un entrenamiento especial para cantar perfectamente una ópera entera sin un micrófono.
Cuando se le preguntó cómo pudo haber surgido la asociación entre los géneros de ópera y metal, Turunen dijo que a pesar de las diferencias obvias, los dos estilos de música tienen algunas similitudes:

«Los estilos son muy semejantes; hay personas que nunca entrarían en una ópera, así como hay personas que nunca entrarían en un show de metal, pero para ambos estilos los fanes son bien leales. Los dos estilos son buenos para expresar sentimientos fuertes».
Entrevista a Turunen a Metal Hammer en 2001.

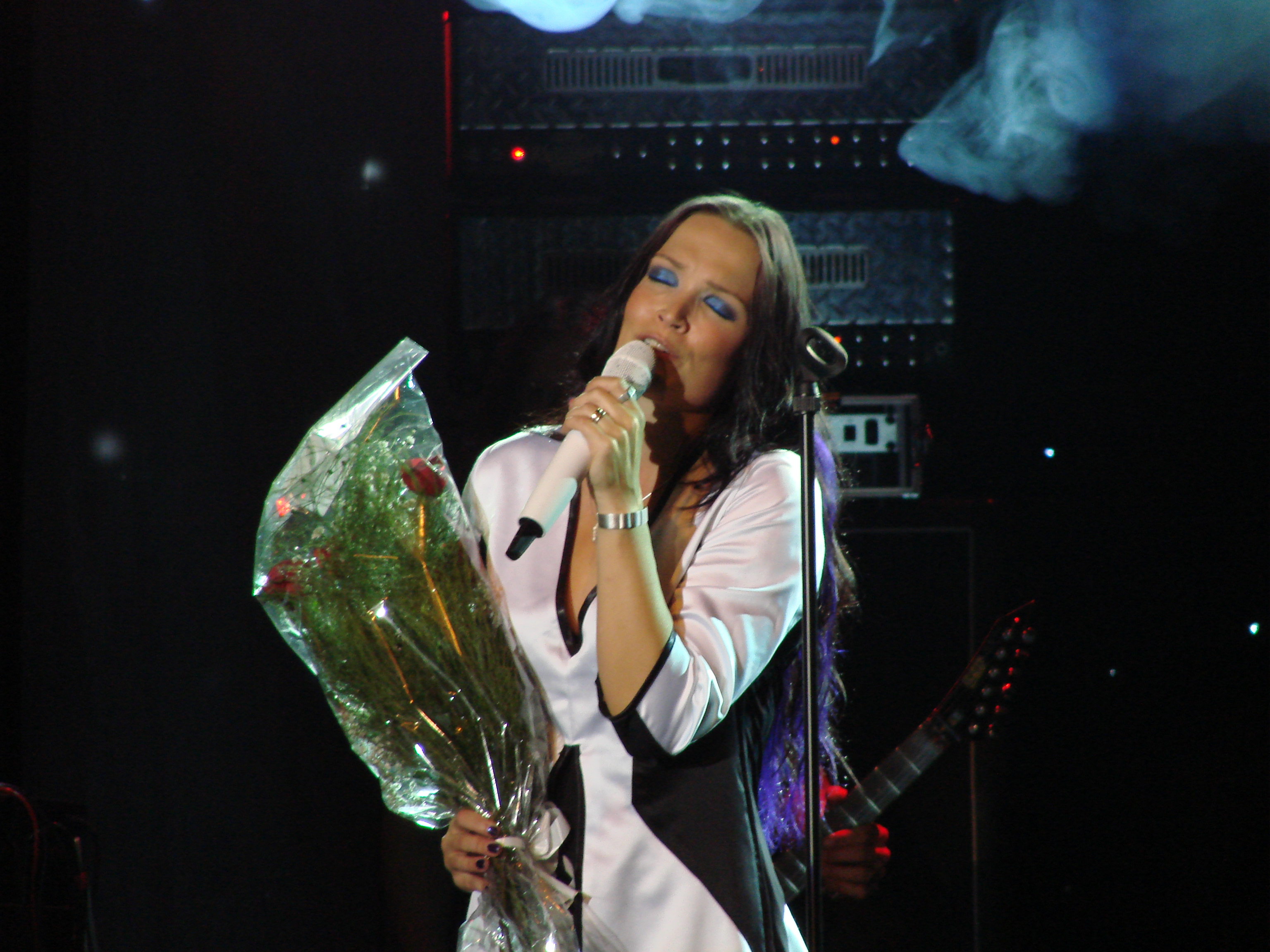
Turunen en vivo en Buenos Aires, Argentina, el 26 de mayo de 2009.

Ya desde el primer álbum del Nightwish, Angels Fall First, las músicas eran interpretadas de forma más clásica, descrita por los críticos como «angelical». El segundo álbum del Nightwish, Oceanborn, traía una técnica vocal mucho más fuerte y evidente; Turunen dijo que consideró a la canción «Passion and the Opera» un desafío, describiéndola cómo «(…)la venganza del infierno en su corazón(…)», comparando esa música con la obra operática «Der Hölle Rache kocht in meinem Herzen»; pero ese álbum dejó a Tarja con dudas si ella había progresado musicalmente lo suficiente. Otro desafío fue en el tema «Over the Hills and Far Away», en que la voz de Tarja fue definida como más baja que de costumbre; Tarja reveló en una entrevista que los otros miembros de la banda tuvieron ataques de risas en los estudios debido al esfuerzo que ella hacía en las grabaciones.
En el álbum Century Child trajo un mayor contraste vocal ya que ella hizo un dueto con el cantante Marco Hietala y las interpretaciones eran más fuertes a pesar de que seguía manteniendo el estilo clásico; este cambio se hizo más notable en el álbum Once.

«Mi forma de cantar en Nightwish ha cambiado mucho desde Century Child, pues muchas canciones así lo han requerido; fue un trabajo difícil porque durante años había desarrollado una técnica diferente y tuve que empezar todo desde cero».-Turunen entrevistada por Metal Temple en 2004».

El primer álbum en solitario de Tarja, Henkäys ikuisuudesta, fue un álbum de Navidad lleno de música clásica con varias arias famosas de ópera finesa; pero el siguiente álbum, My Winter Storm, mezcló hard rock, metal sinfónico y música clásica en varios canciones. En What Lies Beneath regresó a un estilo más similar al de Nightwish, con canciones pesadas como «Falling Awake» y otras piezas relativamente sencillas, como «I Feel Immortal». En una entrevista, Tarja dijo que su nuevo disco fue una hito en su desarrollo vocal, porque fue la primera vez que pudo explorar a fondo su voz y su capacidad artística:

«El resultado del duro trabajo es mi segundo álbum en solitario [de rock], What Lies Beneath, que fue lanzado en septiembre 2010. También soy la productora, y este álbum es muy personal e importante para mí. Trabajé con una gran banda, un gran equipo y colaboradores. Sentí que me era más fácil producir el álbum que intentar explicarle a alguien afuera como es que yo quería que suene el disco».

### Estilo vocal

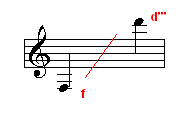
Rango vocal de Tarja en el álbum My Winter Storm, de Fa_{3} (F_{3}) a Re_{6} (D_{6}).

Turunen declaró en una entrevista para un sitio web que se ve a sí misma como una soprano con una tesitura de 3 octavas y afirmó, en otra entrevista para la radio, que no es de su mayor interés el registro vocal sino la forma de usarlo. A los 17 años comenzó sus lecciones de canto clásico, tiempo después su voz se desarrolló hasta encontrar un color, un matiz y un registro diferente. Ella ha dicho que es una soprano lírica, sin embargo, su timbre es un poco oscuro para dicho registro, siendo más propio de una soprano lírico spinto, por lo que ella explicó: "canté un repertorio para mezzo-soprano durante muchos años y por eso, aún hasta ahora tengo un registro un tanto grave para una soprano lírica. A pesar de ello, hoy en día, me veo como una soprano lírica ligera". Además considera que la gente debería saber que ella no es una cantante profesional de ópera y que no está preparada para interpretar una ópera entera, siendo la música de cámara y lieder su especialidad. Su repertorio clásico incluye a Jean Sibelius, J.S. Bach, algo de Mozart y Wagner.

## Recepción y legado

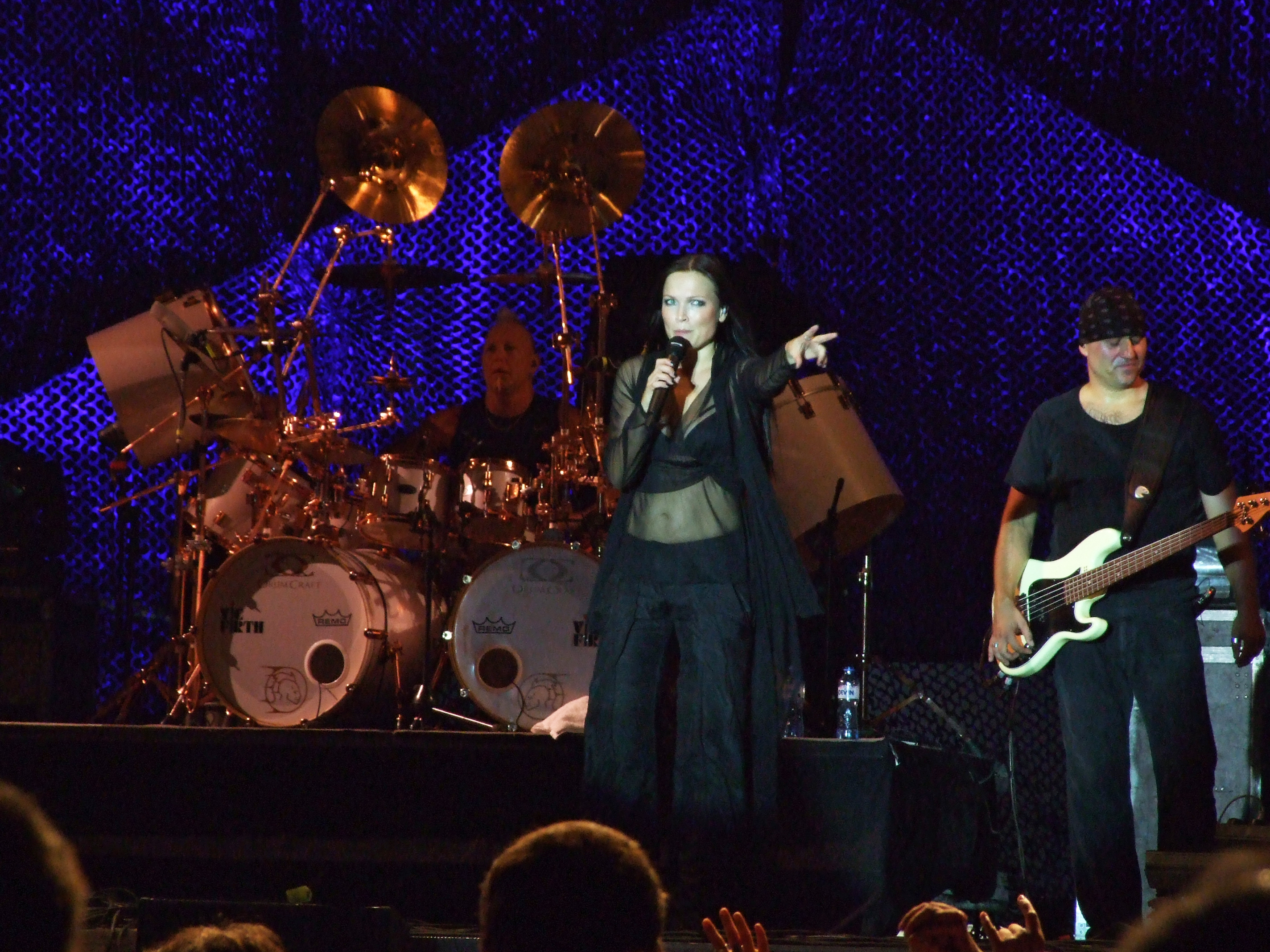
Turunen en vivo en Kavarna, Bulgaria, el 23 de julio de 2010.

La voz de Tarja es descrita por los críticos como «notable». Después de su salida de Nightwish, Tarja fue objeto de publicidad negativa por algunos medios a causa de lo que la carta de expulsión decía que Tarja se había vuelto ambiciosa y mezquina:

«Somos una banda que siempre ha hecho música desde el corazón, por la amistad y la propia música. ¡La satisfacción mental debería ser siempre más importante que el dinero! Nightwish es una banda, es una emoción. Para ti, desafortunadamente, negocio, dinero y las cosas que no tienen nada que ver con esas emociones se han vuelto mucho más importantes».

Tuomas sobre Tarja en la carta.

Simone Simons cantante de Epica la nombra como su inspiración para estudiar música clásica y aplicar ese estilo vocal a su banda de metal.
Turunen recibe la mayor parte de su atención mediática en Europa, especialmente en Finlandia. En diciembre de 2003, fue invitada por la presidenta finesa Tarja Halonen para celebrar el Día de la Independencia de Finlandia en el Palacio Presidencial junto con otras celebridades finesas. El evento fue televisado anualmente en vivo por la emisora estatal, la Finnish Broadcasting Company. En diciembre de 2007, realizó diferentes versiones del himno nacional finés "Maamme" ("Nuestro país") acompañado por la Tapiola Sinfonietta, para celebrar el 90 aniversario de la independencia finesa. El concierto fue televisado por la Finnish Broadcasting Company para 2 millones de televidentes fineses. En diciembre de 2013, Turunen fue solista invitada en el evento Christmas Peace en la Catedral de Turku, Finlandia, con la presencia del presidente finlandés Sauli Niinistö. El concierto se emitió en Yle TV1 en la víspera de Navidad. Durante su carrera en solitario, Turunen ha vendido más de 100.000 discos certificados en Finlandia, lo que la posiciona entre las 50 mejores solistas más vendidas.
En Europa, su popularidad se limita principalmente a la escena del hard rock y el metal. Tuvo una exposición más amplia el 30 de noviembre de 2007, cuando fue invitada a abrir la pelea de despedida de Regina Halmich. Su actuación de "I Walk Alone" fue televisada en vivo por la estación de televisión alemana ZDF para 8.8 millones de espectadores. El 29 de julio de 2014 Turunen fue anunciada como jurado para la cuarta temporada del popular programa de televisión The Voice of Finland la cual se estrenó el 2 de febrero de 2015 a través de Nelonen, cuya ganadora Miia Kossunen, perteneció al Team Tarja.

## Vida personal

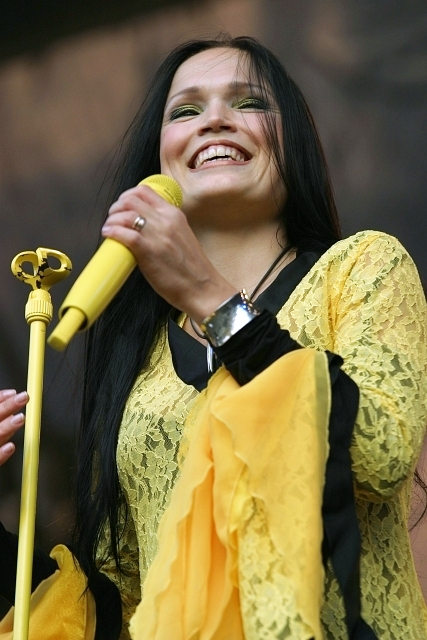
Turunen en vivo con Nightwish en Pukkelpop, 2005

El 1 de enero de 2003, Tarja se casó con el empresario y mánager argentino Marcelo Cabuli, a quien conoció en su primera gira por América Latina en el 2000, y con el cual convive hasta la fecha. Tarja vivió en Argentina desde 2008 hasta diciembre de 2015, actualmente vive en Andalucía (España). El 12 de agosto de 2012 se convirtió en madre por primera vez dando a luz a su hija Naomi Eerika Alexia. Turunen  también domina el idioma español, alemán, finés, e inglés.
En octubre de 2021, reveló que tuvo un derrame cerebral tres años antes, después de una gira por Estados Unidos.

## Discografía
| Artículo principal: Anexo:Discografía de Tarja Turunen Álbumes en estudio Rock y metal My Winter Storm (2007) What Lies Beneath (2010) Colours in the Dark (2013) The Brightest Void (2016) The Shadow Self (2016) In the Raw (2019) Clásico y navideño Henkäys Ikuisuudesta (2006) Ave Maria - En Plein Air (2015) From Spirits and Ghosts (Score for a Dark Christmas) (2017) Dark Christmas (2023) | - Angels Fall First (1997) - Oceanborn (1998) - Wishmaster (2000) - Century Child (2002) - Once (2004) - Outlanders (2023) |

## Televisión
Turunen ha incursionado ocasionalmente en la actuación, obteniendo papeles secundarios y realizando cameos en una etapa temprana de su carrera.
| Año  | Título            | Personaje            | Lugar                | Notas                           |
| ---- | ----------------- | -------------------- | -------------------- | ------------------------------- |
| 2005 | Pääroolissa       | Annie                | Bandera de Finlandia | Serie de TV (1 episodio)        |
| 2006 | Studio Impossible | Ella misma (cameo)   | Bandera de Finlandia | Serie de TV (1 episodio)        |
| 2010 | Blanc comme neige | Mujer de Matti       | Bandera de Francia   | Acreditada como Susanna Turunen |
| 2011 | Yhtä Kyytiä       | Mujer en la estación | Bandera de Finlandia |                                 |